# Chamerernebti I
Chamerernebti I is een oud-Egyptische koningin die regeerde tijdens de 4e dynastie van Egypte.

## Familie
Er wordt van uitgegaan dat Chamerernebti een dochter is van farao Choefoe of Cheops, dit omdat ze koningsdochter wordt genoemd in een inscriptie.
Haar partner is farao Chafra of Chephren en kinderen:
- Menkaoera of Mykerinos, de latere farao van Egypte
- Chamerernebti II, een koningin.

De naam van koningin Chamerernebti I is aangetroffen op een vuurstenen mes in de dodentempel van farao Menkaoera. Er wordt aangenomen dat ze de moeder van Menkaoera is en getrouwd is met koning Chafra. Maar er zijn geen inscripties die expliciet vermelden dat ze de vrouw van Chafra is.

## Begraafplaats
De Galarza tombe te Gizeh was oorspronkelijk bedoeld als tombe voor Chamerernebti I, maar werd gemaakt voor haar dochter Chamerernebti II. De inscripties in de tombe zijn een belangrijke bron van informatie over deze koningin. De latei boven de ingang van de kapel bevat een inscriptie die zowel Chamerernebti I en haar dochter noemt.

Moeder van de Koning van Opper- en Neder-Egypte, Dochter van de koning van Opper- en Neder-Egypte en dochter van de god, zij die Horus en Seth ziet, Grote koningin van de hetes-scepter, Grote koningin van aanbidding, Priesteres van Thoth, Priesteres van Tjasepef, De grote geliefde van de koning, Koningsdochter van zijn lichaam, Vereerde meesteres, Geëerd door de grote god, Chamerernebti (I)
Haar oudste dochter, zij die Horus en Seth ziet, Grote koningin van de hetes-scepter, Grote koningin van aanbidding, Priesteres van Thoth, Priesteres van Tjasepef, Zij die zit met Horus, Zij die verenigd is met degene geliefd door de Twee Vrouwen, Grote geliefde vrouw van de koning, Koningsdochter van zijn lichaam, Vereerde meesteres, geëerd door haar vader, Chamerernebti II

Een priester genaamd Nimaätre wordt genoemd in de Galarza tombe en zijn tombe refereert aan de koningin-moeder.
Baud veronderstelt dat de tombe ten zuiden van Raoer behoort tot die van Chamerernebti I. De tombe is ontdekt door Selim Hassan en is uit rotsen gehouwen. Callender en Janosi zijn sceptisch over deze identificatie om verschillende redenen.